# 鎌

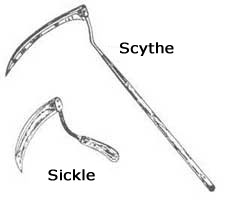
大鎌 (scythe) と小鎌 (sickle)

鎌（かま）は草や芝を刈り取るのに用いる農具の一種。植物の切断のための湾曲した刃もしくは歯を持っており、引いて刈るように内側に刃が付いている。
用途により様々な形態のものがある。英語では、鎌の呼び名は大きさにより異なり、立ちながら牧草や麦刈り用に使う大型の物をサイズ (scythe)、しゃがんだり中腰で草刈りや収穫などで用いる小型のものをシックル(sickle)と呼び分ける。日本語では西洋のサイズを大鎌と訳す場合があるものの、形態の大小にかかわらず「鎌」の単語を当て、文字による両者の厳格な区別はない。

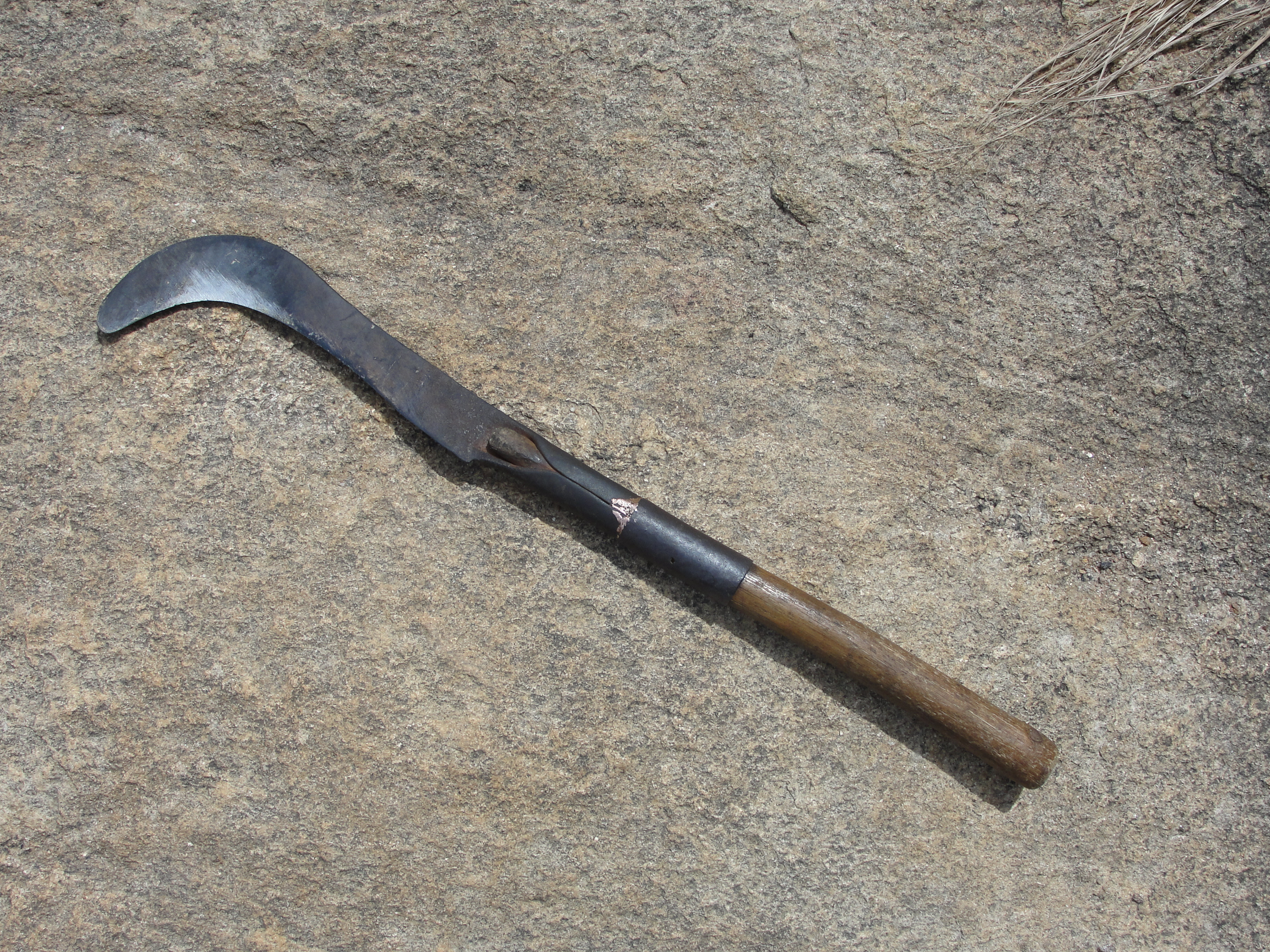
鉈鎌(billhook)

また、曖昧ながら鉈と鎌の機能が複合された農具は日本語で「鉈鎌」と呼ばれ、英語ではビルフック(Billhook)と呼ばれる。

## 歴史

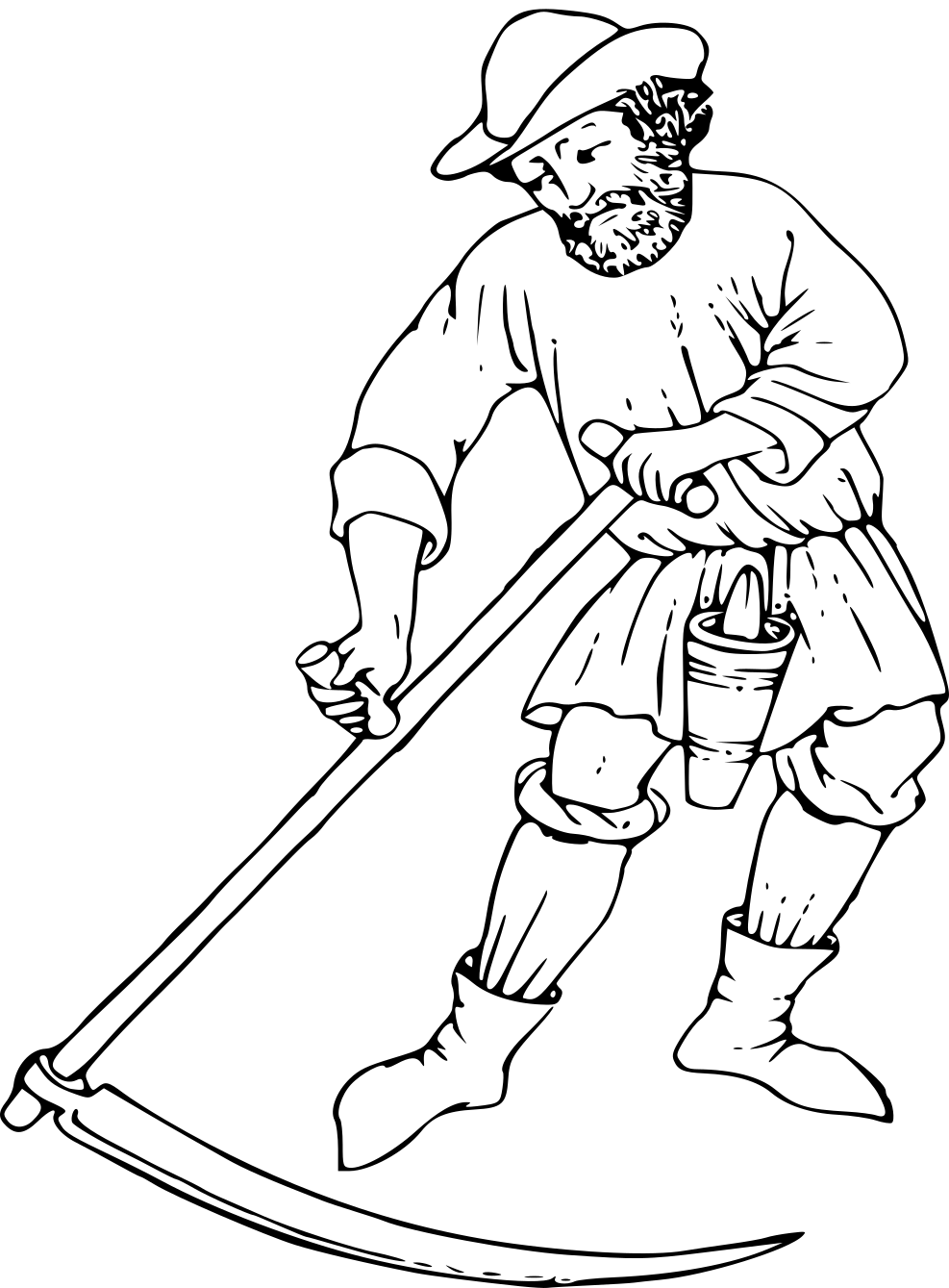
大鎌を使用する農民。腰にあるのは砥石で、切れ味が悪くなったらすぐに研げるようにしていた。

鎌は農耕に関係する考古遺物として出土した。エルサレム周辺では長さが10-20 cmの直線状で刃が大量に付いた鎌が発見され、亜旧石器時代（紀元前18000-8000年頃）の物とされている。使用方法としては、ノコギリのように切断していたと考えられている。

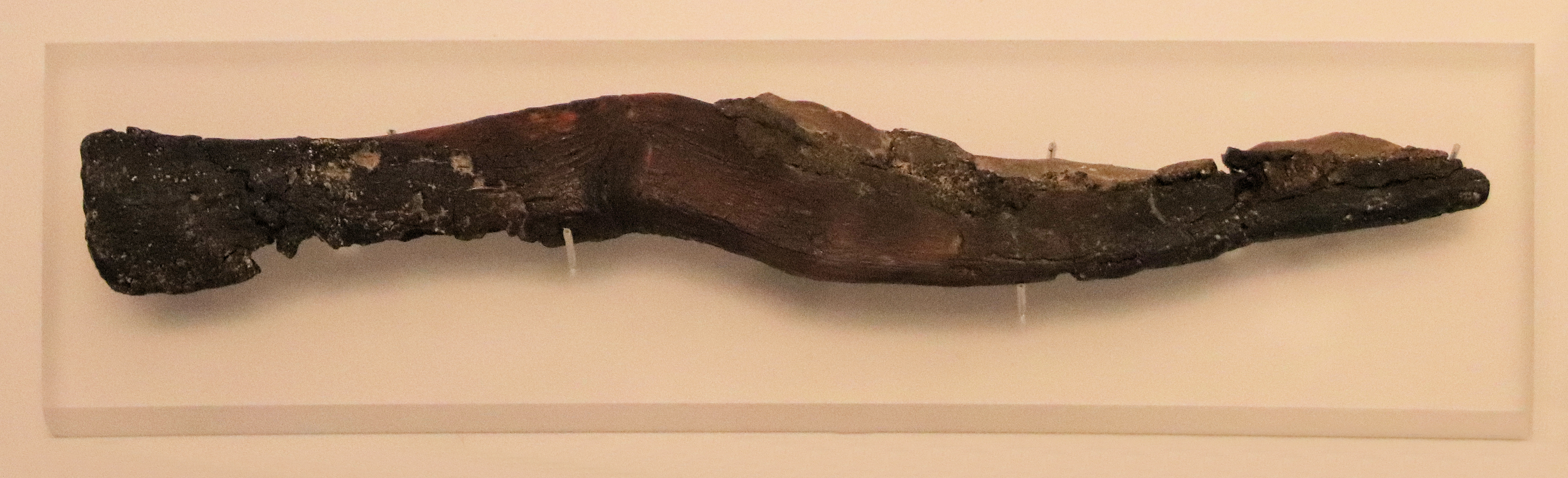
紀元前7000年頃の樹脂とフリントを使用した鎌
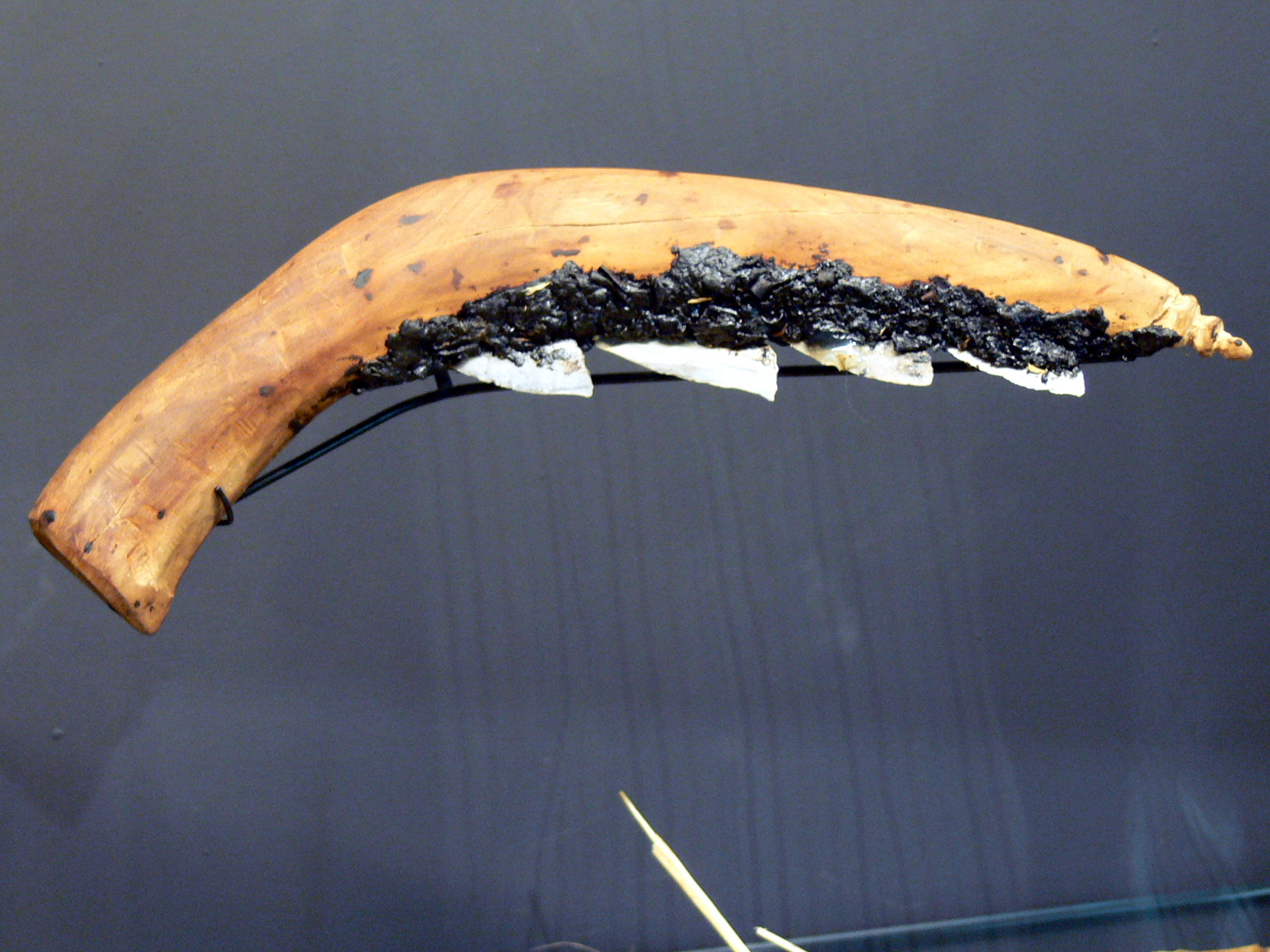
新石器時代の鎌。
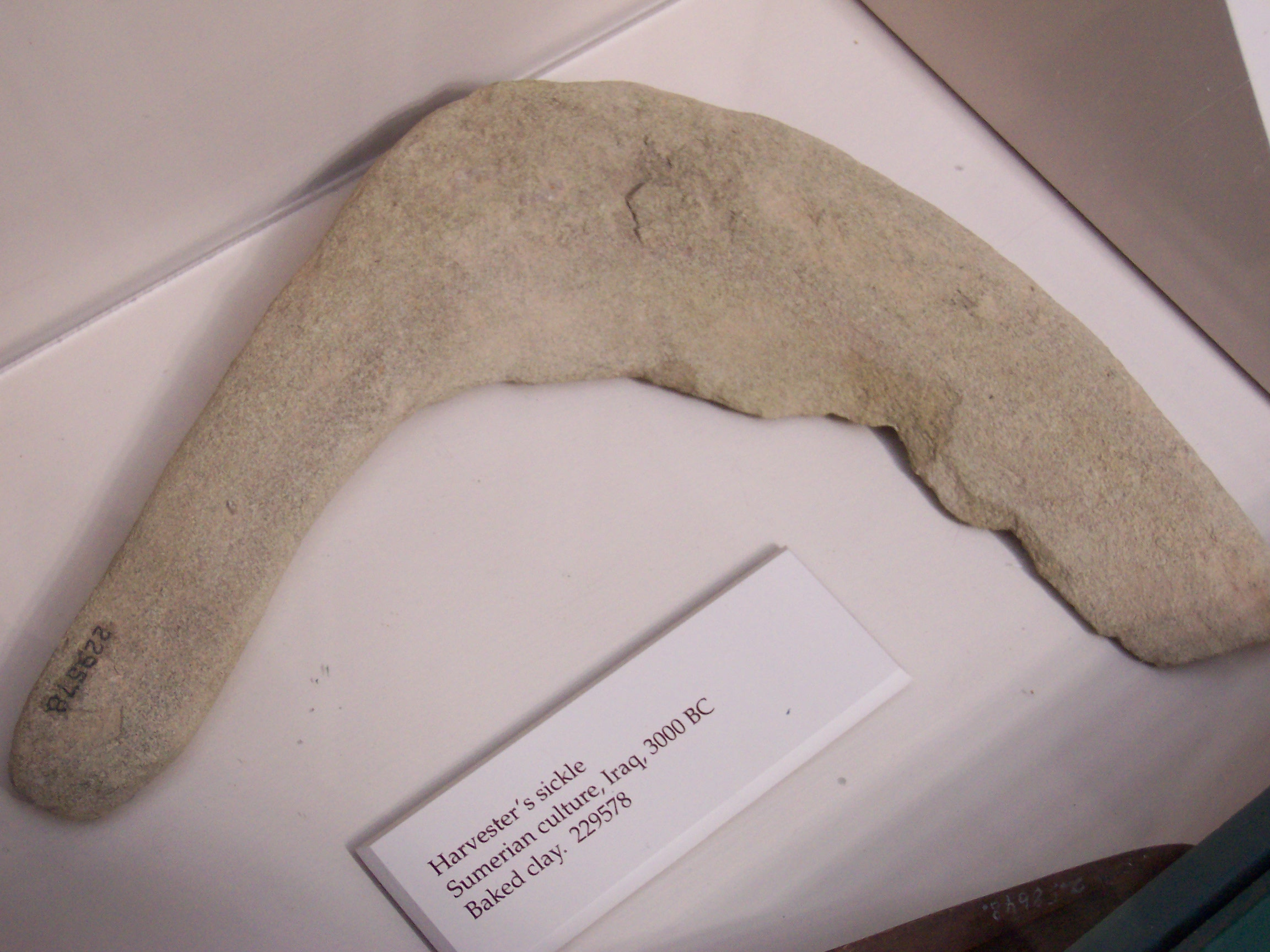
紀元前3000年ごろ、シュメール文明の粘土を焼いて作った鎌

大鎌（薙鎌）は鉄器時代以降に登場したものである。古代オリエント世界においては紀元前3500年頃のシュメールの農民が用いたとされる粘土を焼いた鎌が現存し、紀元前1298年 - 1235年頃の壁画には鎌を持つ人が描かれている。
日本では農耕が開始された弥生時代に石包丁とともに手鎌が使用され、各地の遺跡から石製や金属製の手鎌が出土している。

## 分類

### 形での分類

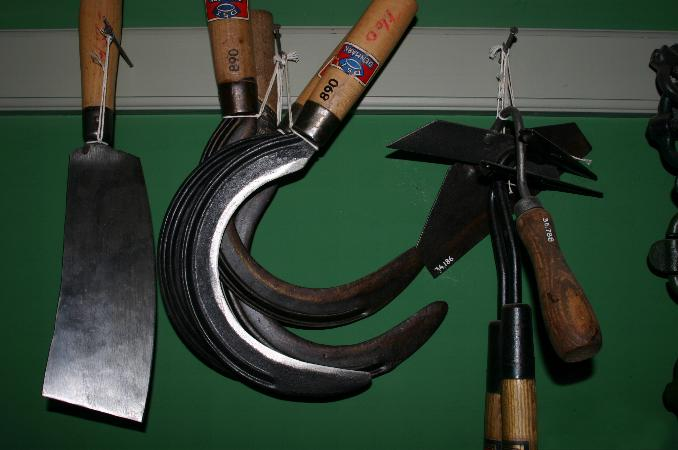
左:ナタ、中央:月鎌、右:ねじり鎌と三角ホー

既述のように、英語ではシックルとサイズを区別する。この区別は鎌がヨーロッパに入ってきた当時には既にあったと考えられている。サイズは牧草の取り入れの道具として発達し、のちに麦の収穫にも使用されるようになった。
稲作文化圏における鎌の刃は直線的であることが多いが、小麦作地域では湾曲した刃を持つのが基本である。これはそれぞれの穀物の栽培・収穫方法に起因する。株状に植える（移植栽培の場合）稲に対して、種籾をばらまく麦の収穫においては、鎌の刃自体を使ってかきよせるようにする形状が好まれたことが理由の一つと考えられる。

### 刃での分類
日本ではサイズとシックルに相当する区別はないが、刃部分の性質や、作業用途によって分類できる。

#### 刃鎌（はがま）

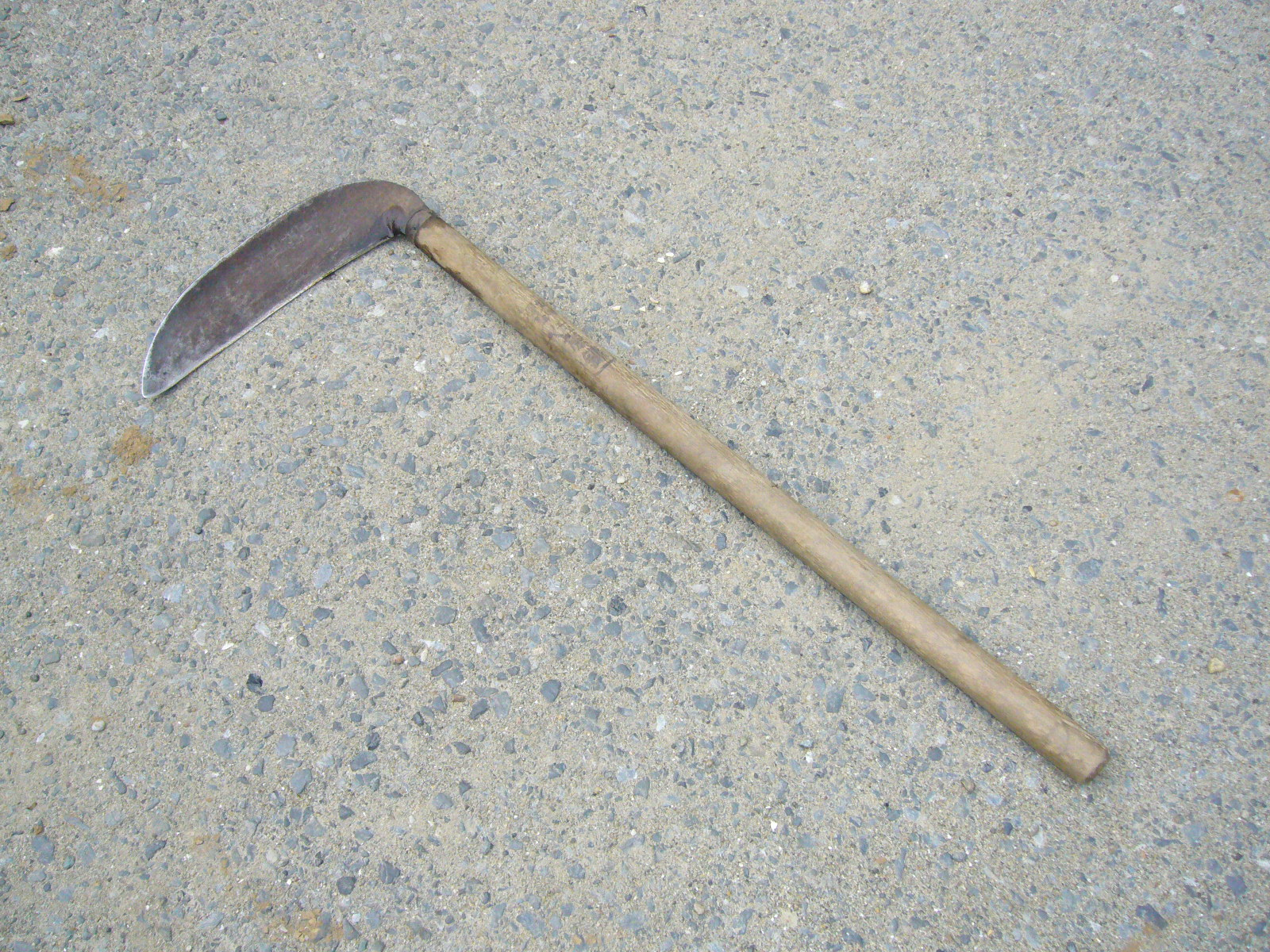
草刈鎌

刃部が滑らかなブレードになっているもの。柄と刃が直角ないし鋭角になっているものが多い。おおむね三種類に分けられるが、刃部が薄いものから順に並べる。
- 草刈鎌：ホームセンターなどには一番多くおいてある、もっとも一般的な鎌。林業用に草刈鎌よりも刃を厚くして細い木や枝も切り払うことができるようにしたものを造林鎌という[3]。
- 柴刈鎌：雑木の小枝を切り、囲炉裏（いろり）にくべる柴や、粗朶（そだ）を刈るための鎌。草刈鎌より刃が厚手で、普通は柄も長めになる。
- 木刈鎌：山林で邪魔になる潅木（かんぼく）や、材木の節をなくす枝打ちをする為の鎌。鉈（なた）、山刀（やまがたな）の柄を直角につけて、長くしたもの。

#### 鋸鎌（のこぎりがま）
刃部が鋸と同様の歯になっているもの。基本的に柄と刃は鈍角になっている。強い繊維を持つ植物の除草作業などに適する。農家では稲刈りに使うので「稲刈り鎌」と言っている。　
- 縄切り鎌: 鋸鎌の一種で冬囲いなどに用いる荒縄を切断できる。

## 象徴としての鎌
ソ連の国旗に、農民の象徴として、工場労働者の象徴のハンマーと組み合わせたシンボル「鎌と槌」が使われている。
オーストリアの紋章、インドの政党にも用いられている。
鎌（特に大鎌）は死神の象徴とされる。これには「生命を刈り取るもの」のイメージに由来するという説がある。また、土葬する死者の首の前に鎌を添えて棺に入れるという、東欧の風習に由来するという説もある。こうすると死者が蘇って立ち上がろうとしても、首が切れてしまい現世に戻ることができないとされた。また、ローマ神話の農耕神の持ち物（アトリビュート）であったものが、時代を経て現れたのだとする説もある。
長野県佐久市下平尾の柴宮神社では、鎌倉時代の元寇の時に蒙古を「切り払う象徴」として巨大な鎌を御神体とした。
日本の家紋では「一つ鎌、入違い鎌、四つ鎌角、四つ鎌車」等で図案化した鎌が用いられている。

## 武器としての鎌

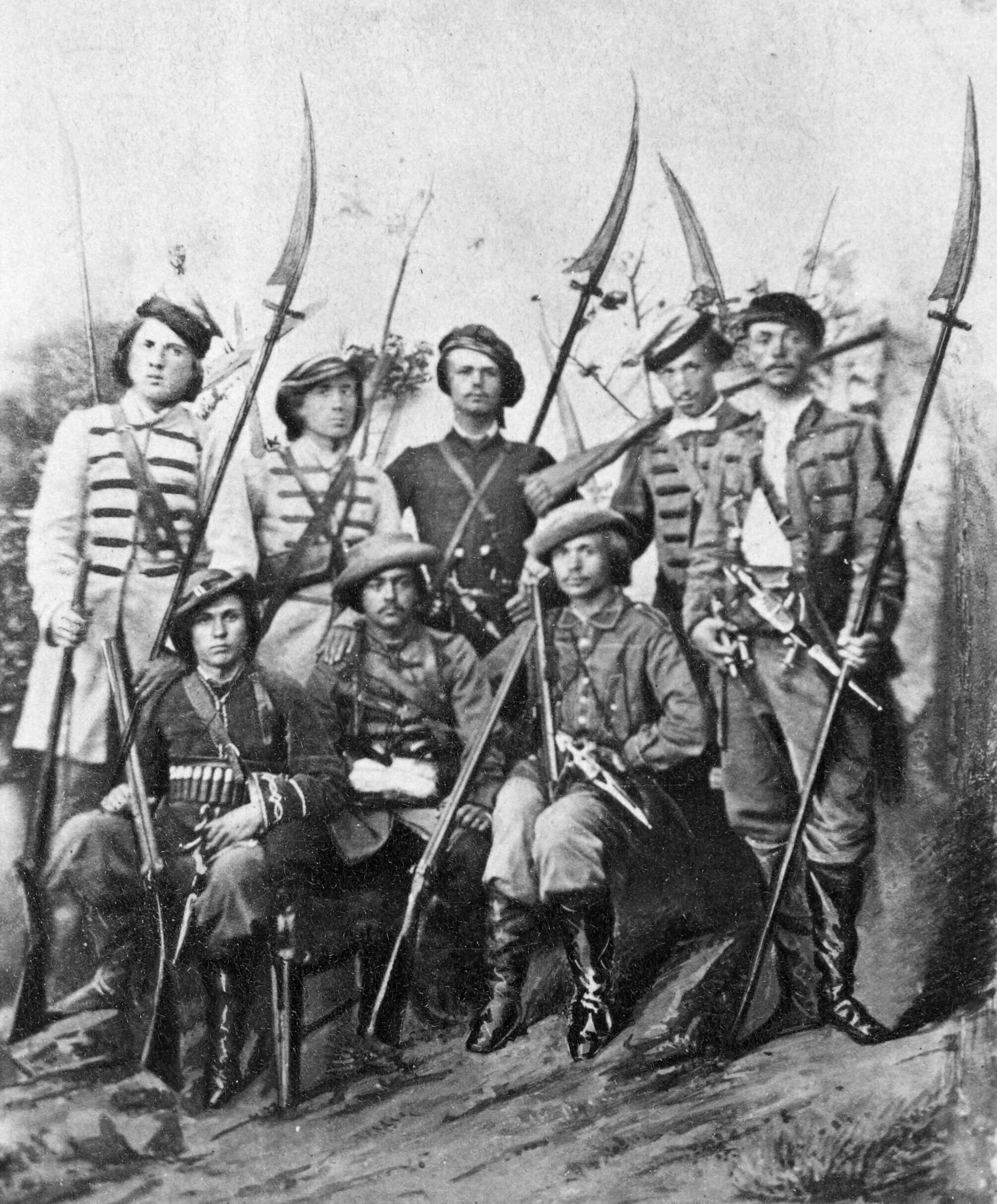
1月蜂起における、鎌で武装したポーランドの農民兵（コスィニェシ、ポーランド語で鎌を持つ者の意）。

ギリシア神話においては、月鎌であるハルパーはクロノスやヘルメースやペルセウスの武器である。また大鎌は死神の武器として有名。
鎌は農民の道具として不可欠であり支配者が所持を禁ずることが出来ないため、洋の東西を問わず農民の反乱・一揆などで刀剣を持たない農民が臨時の武器として用いた。支配者側の戦士が白兵戦用に持つ剣・刀・槍を受けるのに、鎌の曲がった形状は便利であると考え、（急場ではなく）日常から武器として使う訓練をする者も現れた。そこから「二丁鎌術」などの鎌術が生まれ、さらに鎖鎌（鎖鎌術）も生まれた。

ヨーロッパの武器としての鎌は、堅固な鎧の隙間を突くため、また盾の上面を超えて刺突を加えるために、50cmから1mの柄と直角に、10cmほどの直刃を取り付けた。大鎌では、16世紀の武術・武器マニアであったパウルス・ヘクトル・マイアーが著した兵法書『Arte De Athletica』等に以下の戦闘例が残っている。

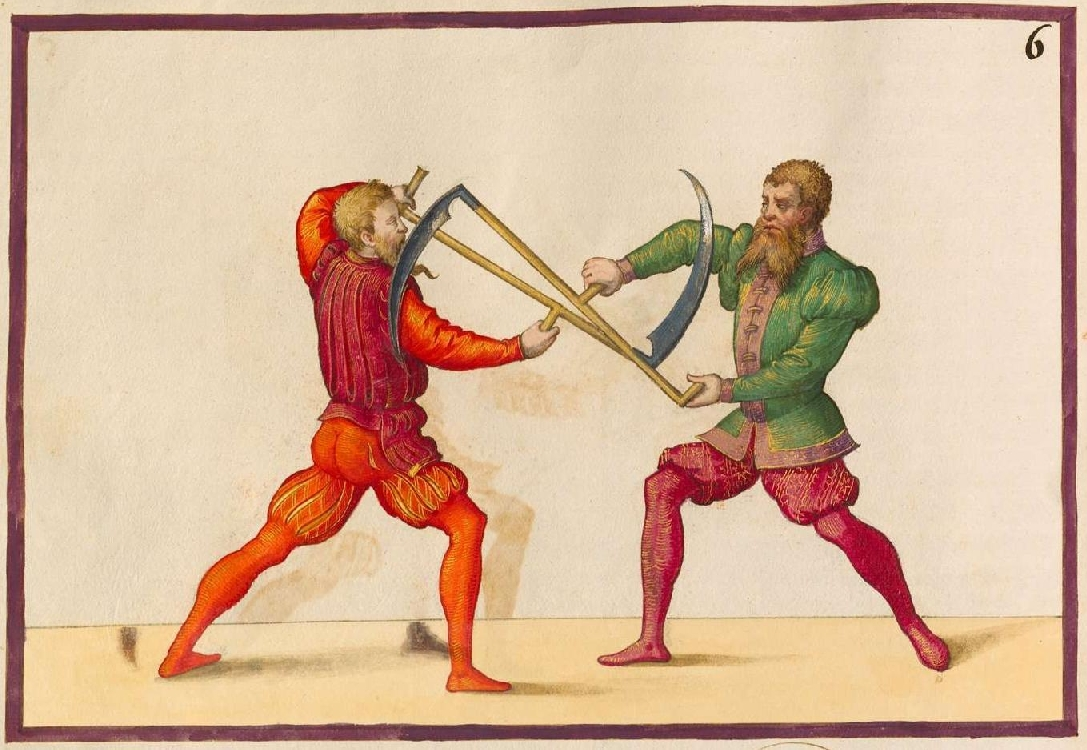
大鎌を使った戦闘例
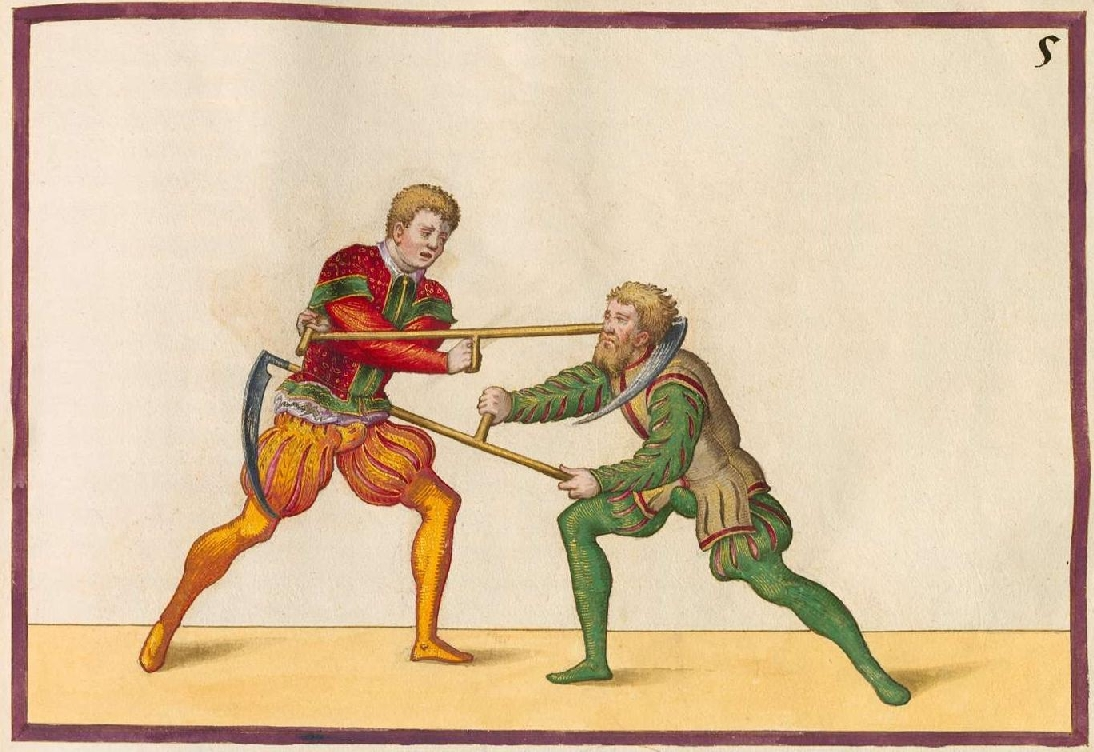
大鎌を使った戦闘例2
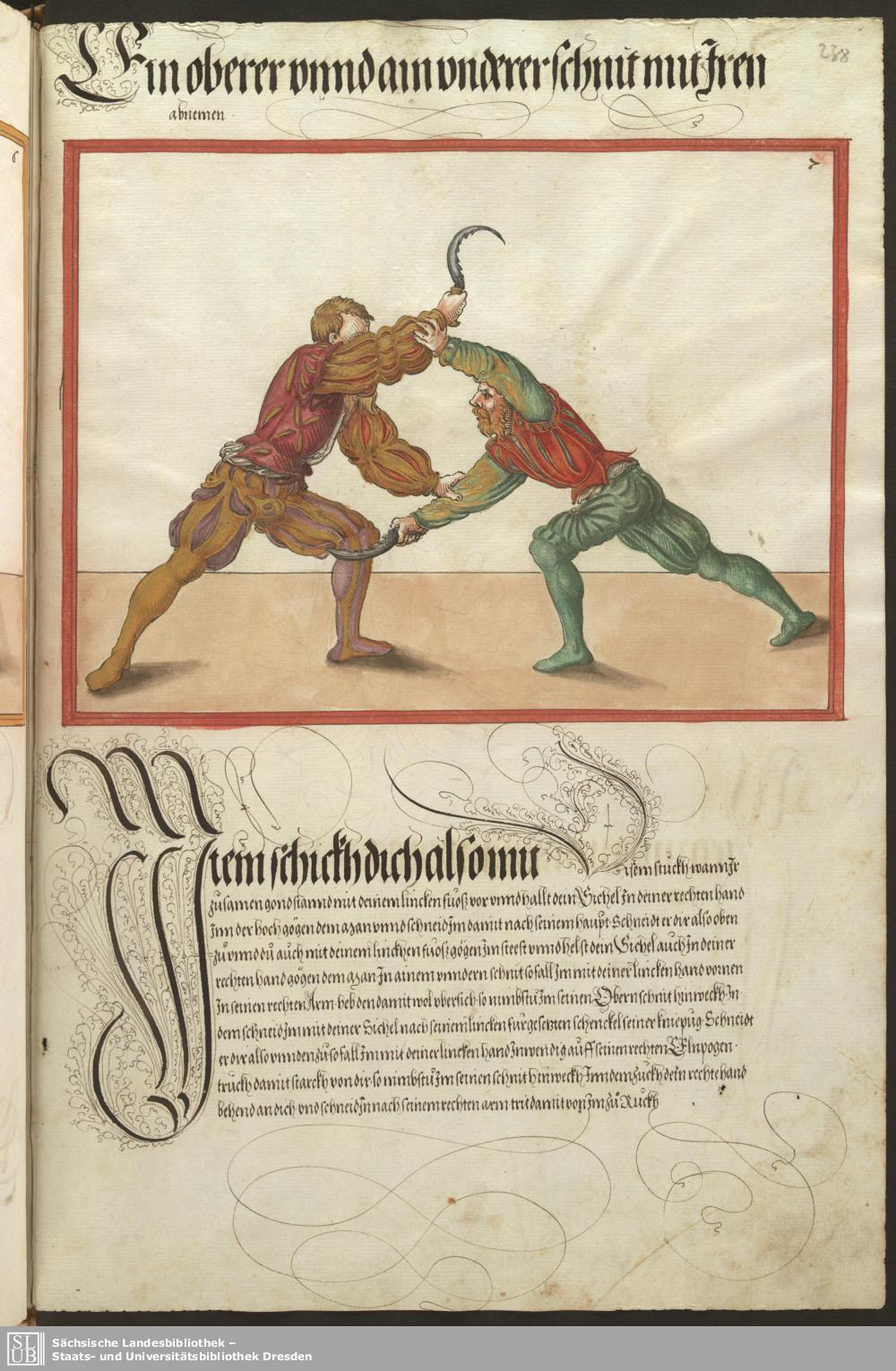
鎌を使った戦闘例

だが、実戦ではいくつも弱点があるという意見はあり、日常の道具として生まれた鎌は戦闘に特化された剣や槍ほど有利ではないとされる。欠点を以下に挙げる。
- 鎌は突く、切る、といった攻撃が（薙鎌などの一部の長柄以外）できない。
- 薙ぐ場合も手前に引く動作が必要となる。
- 手の届く距離の半分程度しか有効間合いにならない。
- 突き立てる場合も間合いが致命的に短い

忍者が城壁を登ったりする時鎌に似た道具を使うために鎌＝忍者のイメージもあるが、実際の忍者が特別に鎌を多用して戦うことは確認されていない。
戦史上、農民出身の兵士や武術家は普段から鎌を使い慣れているため、有利不利関わらず、他の武器より身近い鎌から発展した武器を比較的多用する傾向が見られる。また、農具としても使用されているため、武器に対する法規制を回避しやすい暗器としての側面も持っている。
鎌と斧など農具から発展した武術特有の動きとして、凸出した刃部を敵の武器や首、手足などに掛けて、相手を引き倒す技はよく見られる。

### 武器としての沖縄の鎌
武器の所持が禁止された琉球で発展した武術である。鎌術という。琉球古武術では刃の付いた鎌は畑を耕す鍬と同様、武具として位置付けられ、「当山の二丁鎌」、「鐘川の二丁鎌（小）」、「鐘川の二丁鎌（大）」の3種類があり、日本本土では琉球古武術保存振興会、沖縄では琉球古武道保存振興会、琉球古武道保存会により保存されている。

### 鎌状の武器
世界中に点在しており、その多くは農具の鎌や鉈鎌を起源とする。
| 名称            | 発祥地       | 備考 |
| --------------- | ------------ | --- |
| ウオーサイズ    | ポーランド   | ポーランド・リトアニア共和国時代の農民反乱によく使用された長柄武器。                                                                         |
| カランビット    | インドネシア | 東南アジア武術シラットとエスクリマに使用されるナイフ。原型はバナナナイフなど農作物採収用小型鎌。                                             |
| ククリ          | ネパール     | グルカ兵の武器として有名だが、現地では主に農具として使用されてる。                                                                           |
| サイスソード    | ドイツ       | ルネサンス期の刀剣。現存数は少なく、実戦にあまり使用されなかった意見もある。                                                                 |
| トランバッシュ  | コンゴ       | マングベツ族の鎌状の投げナイフ・通貨。 |
| ハルバート      | スイス       | 農具から発展した斧と鎌の機能が槍と複合された長柄武器。                                                                                       |
| ビル（武器）    | イギリス     | 農具の鉈鎌から発展した、ハルバートと同じニッチの長柄武器。イギリス軍は長柄ビルを長らく愛用しており、特に北米植民地では17世紀まで使用された。 |
| ファルクス      | ギリシャ     | トラキア人やダキア人が使用する刀剣、ラテン語で鎌を意味する。                                                                                 |
| 鈎 (中国の武器) | 中国         | 中国武術に使用される武器。 |
| 鎖鎌            | 日本         | 日本古武術に使用される、鎌と分銅鎖が複合された武器。                                                                                         |
| 陣鎌            | 日本         | 日本鎌術に使用される武器。基本は戦場の作業工具、緊急事態に武器としても使用される。反射を減らすため刃が黒塗りされることはある。               |
| 薙鎌            | 日本         | 日本古武術に使用される長柄武器。現在は一部の神社で神器としても使用されてる。                                                                 |

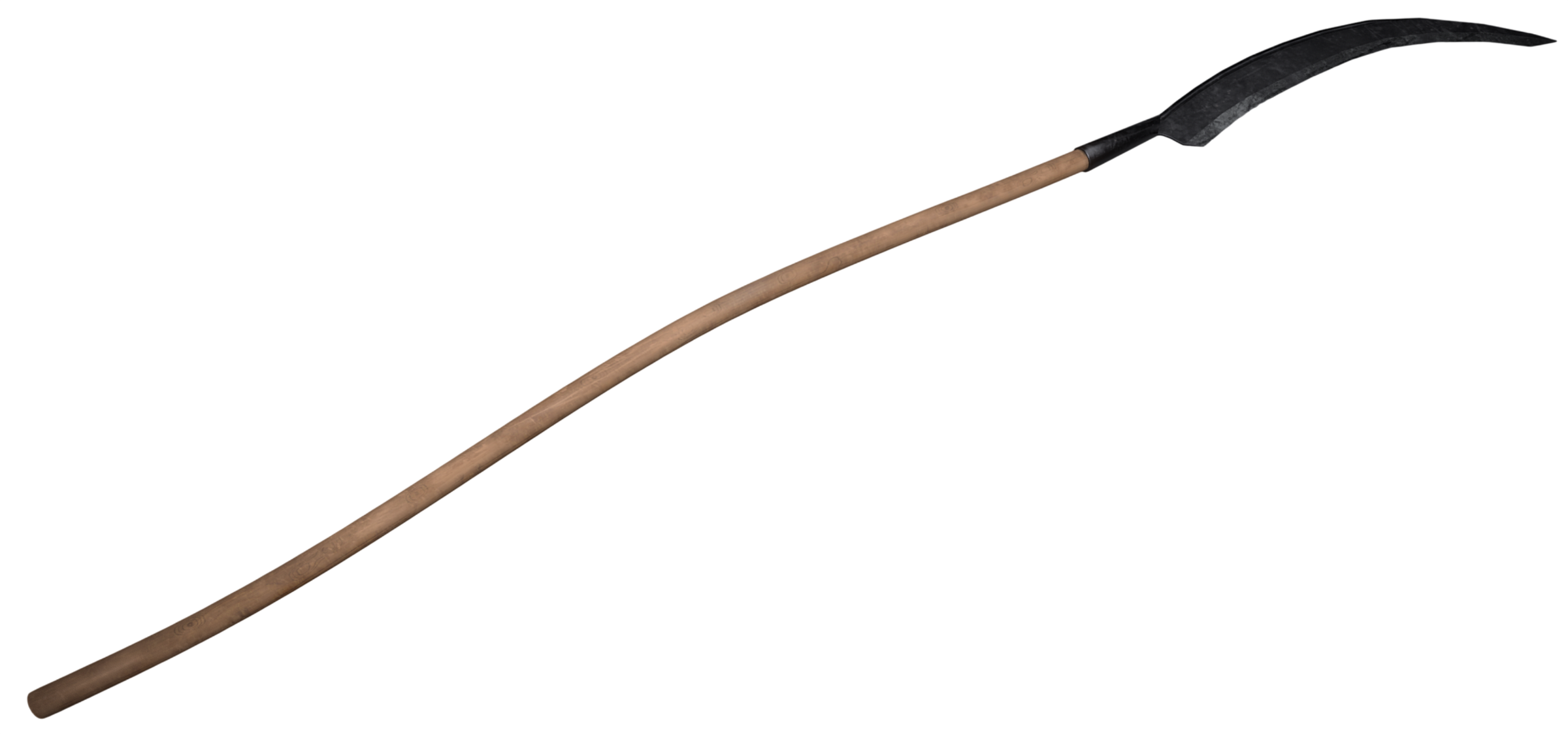
ウオーサイズ
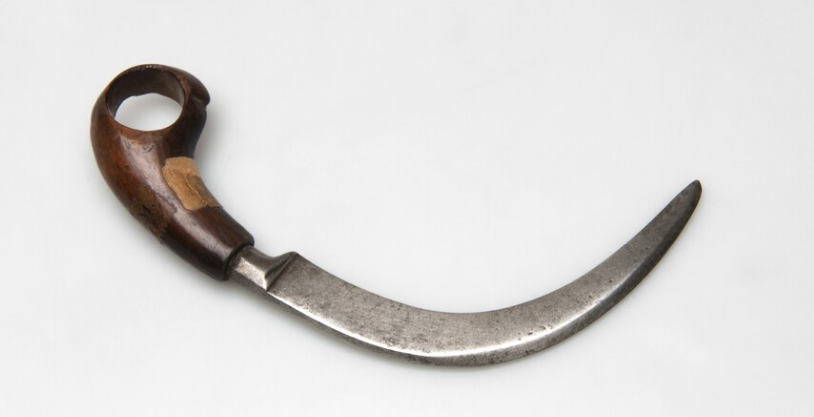
カランビット
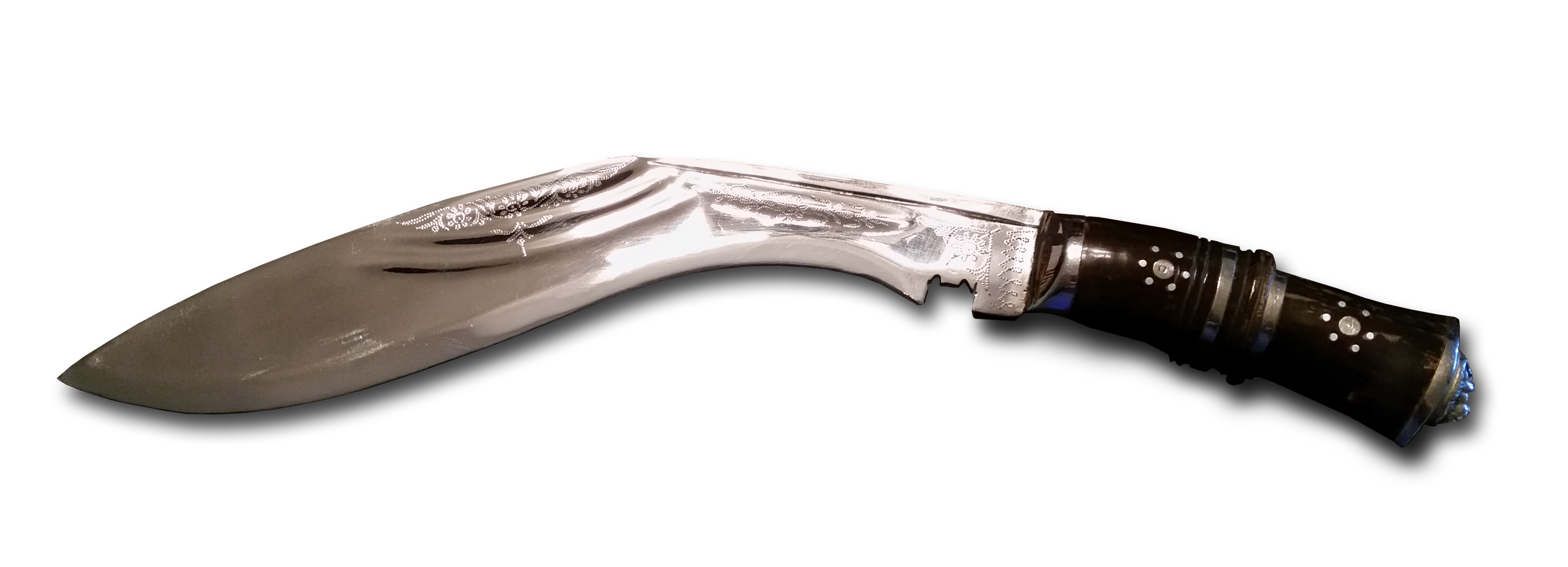
ククリ
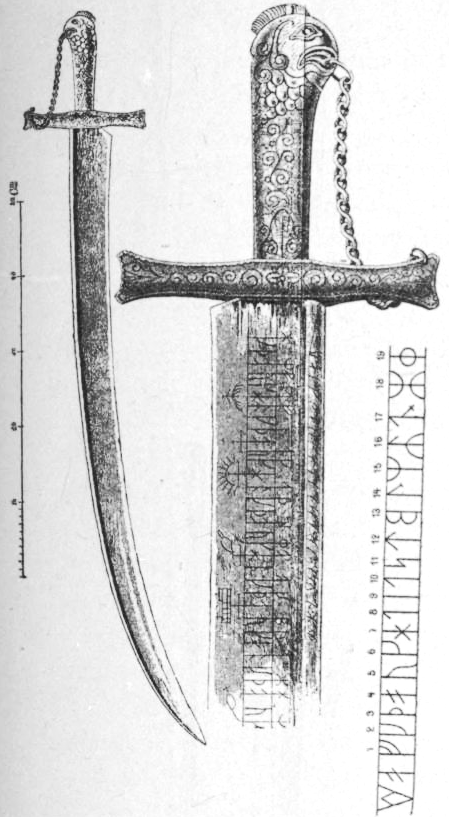
サイスソード
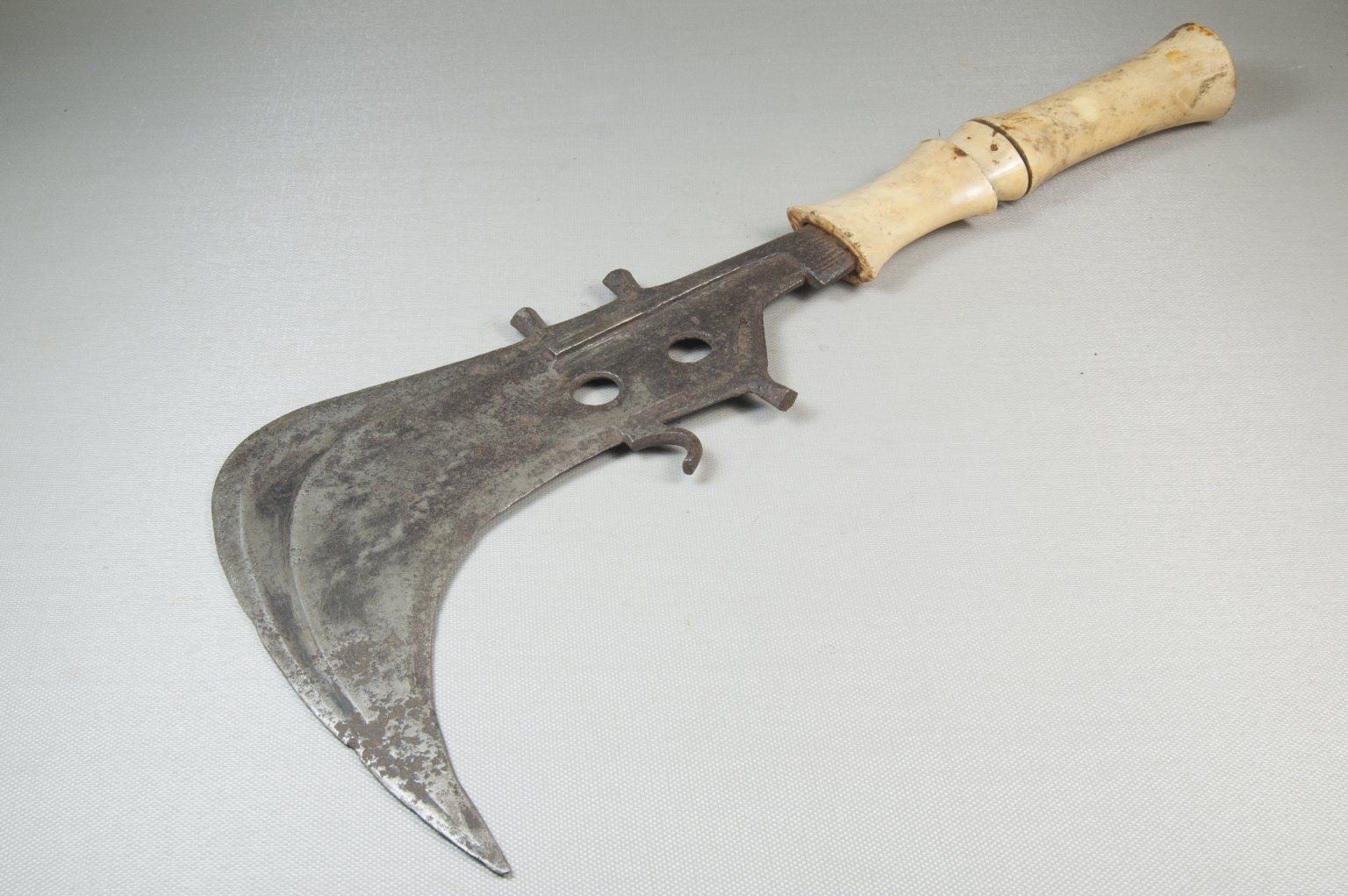
トランバッシュ
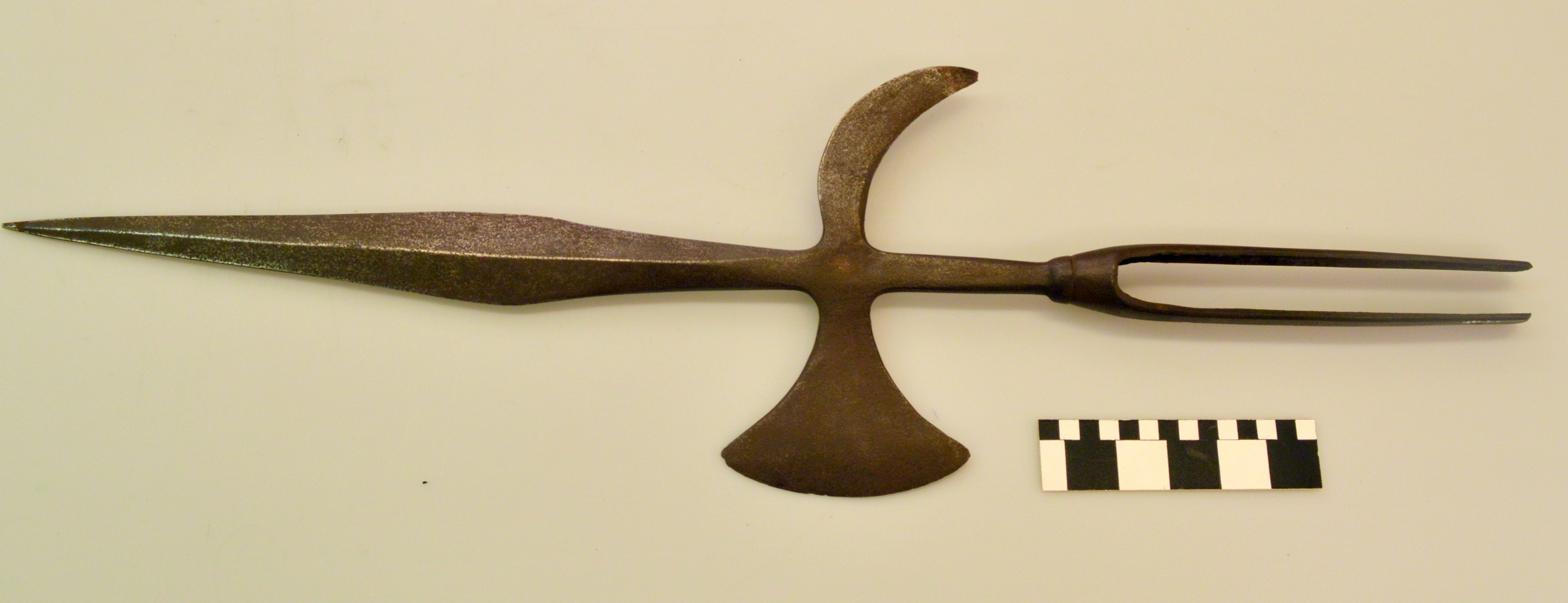
ハルバート、鎌状の刃を持つ。
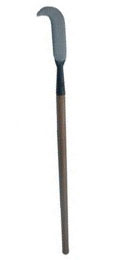
ビル、農具の鉈鎌とあまり差はない古いタイプ。
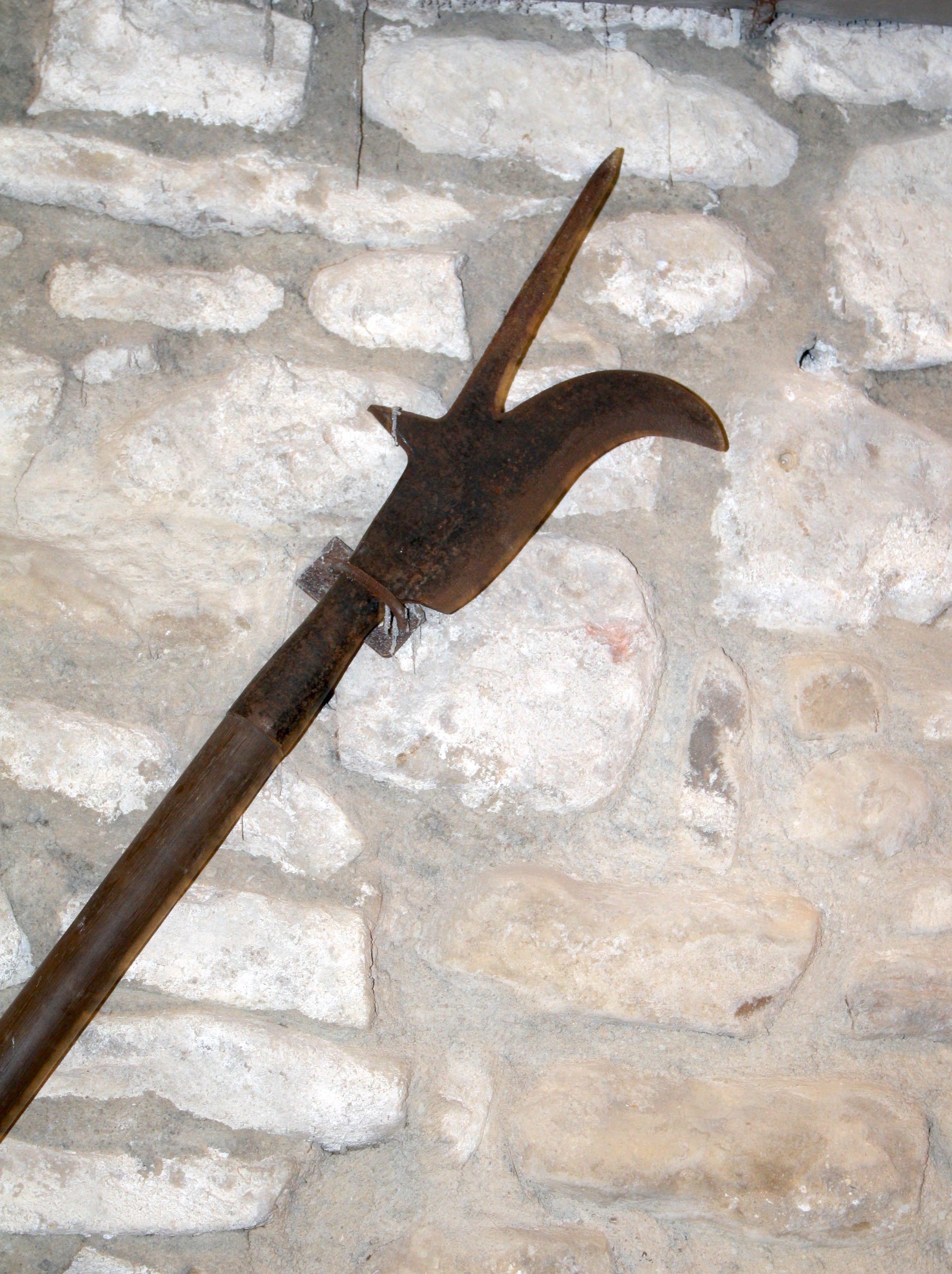
ビル、他の武器の機能と複合された近世タイプ。
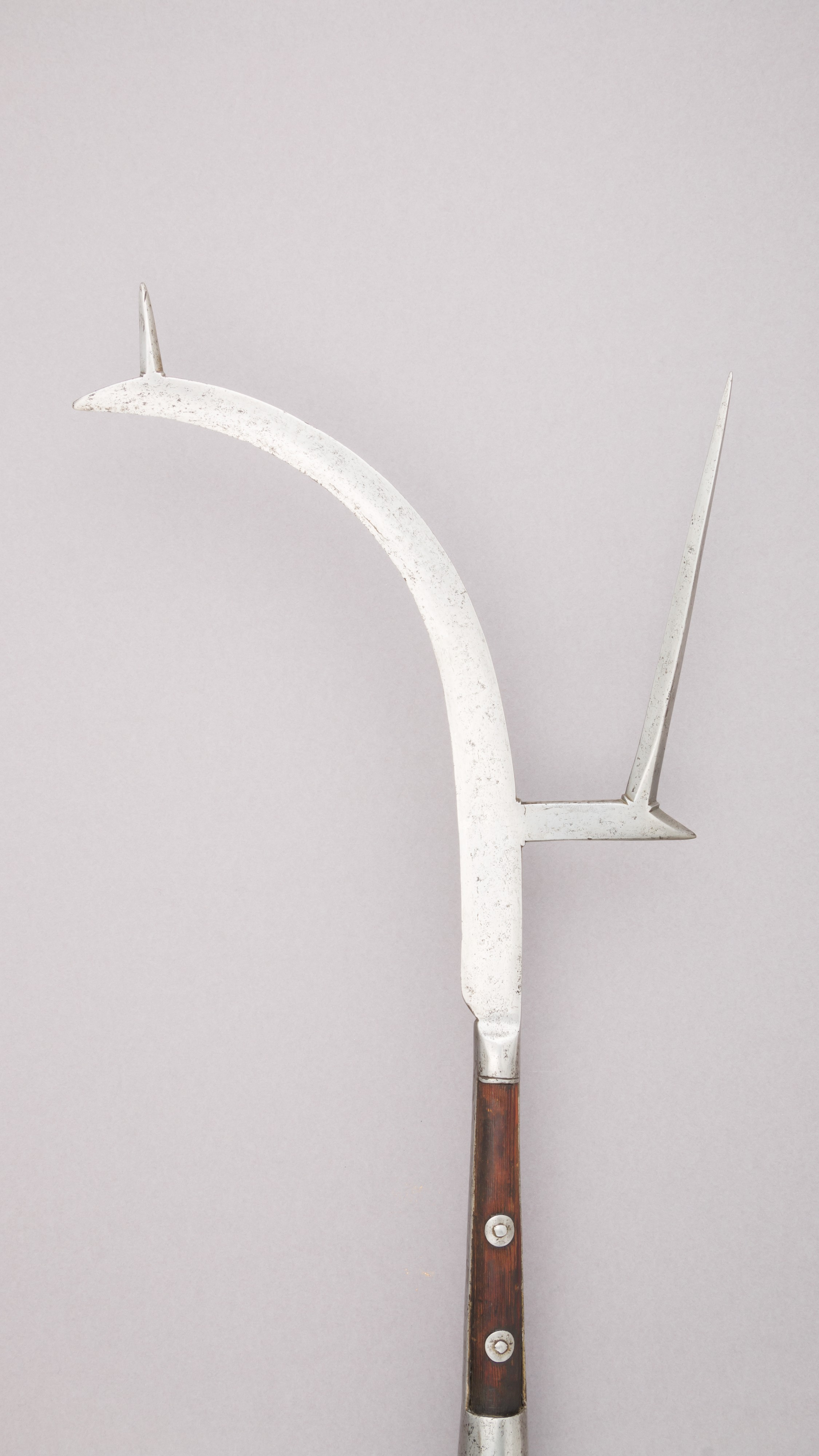
ビルの一種、ウェルシュフックとも呼ばれる14世紀頃のウェールズを起源とするタイプ。
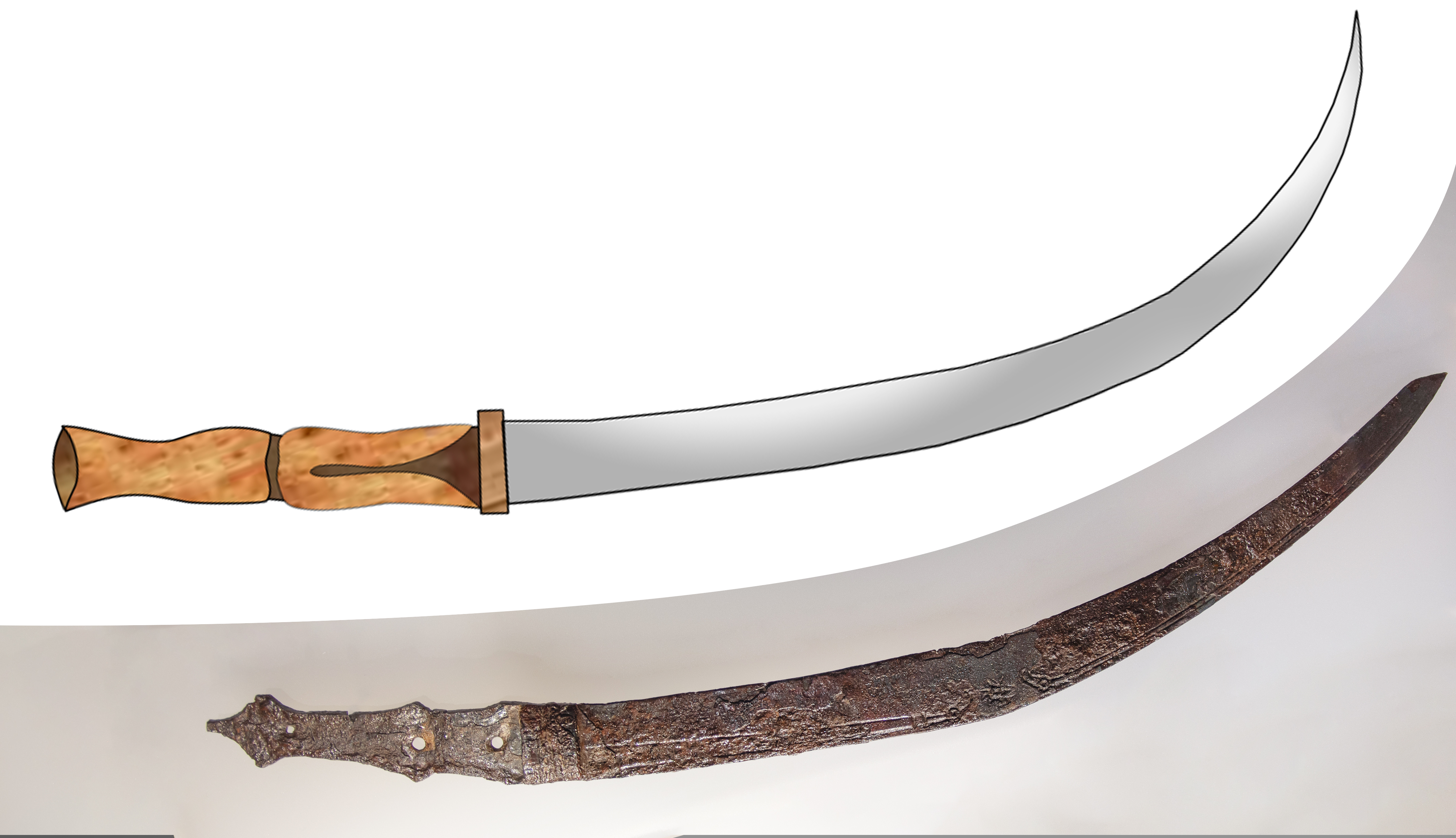
ファルクス
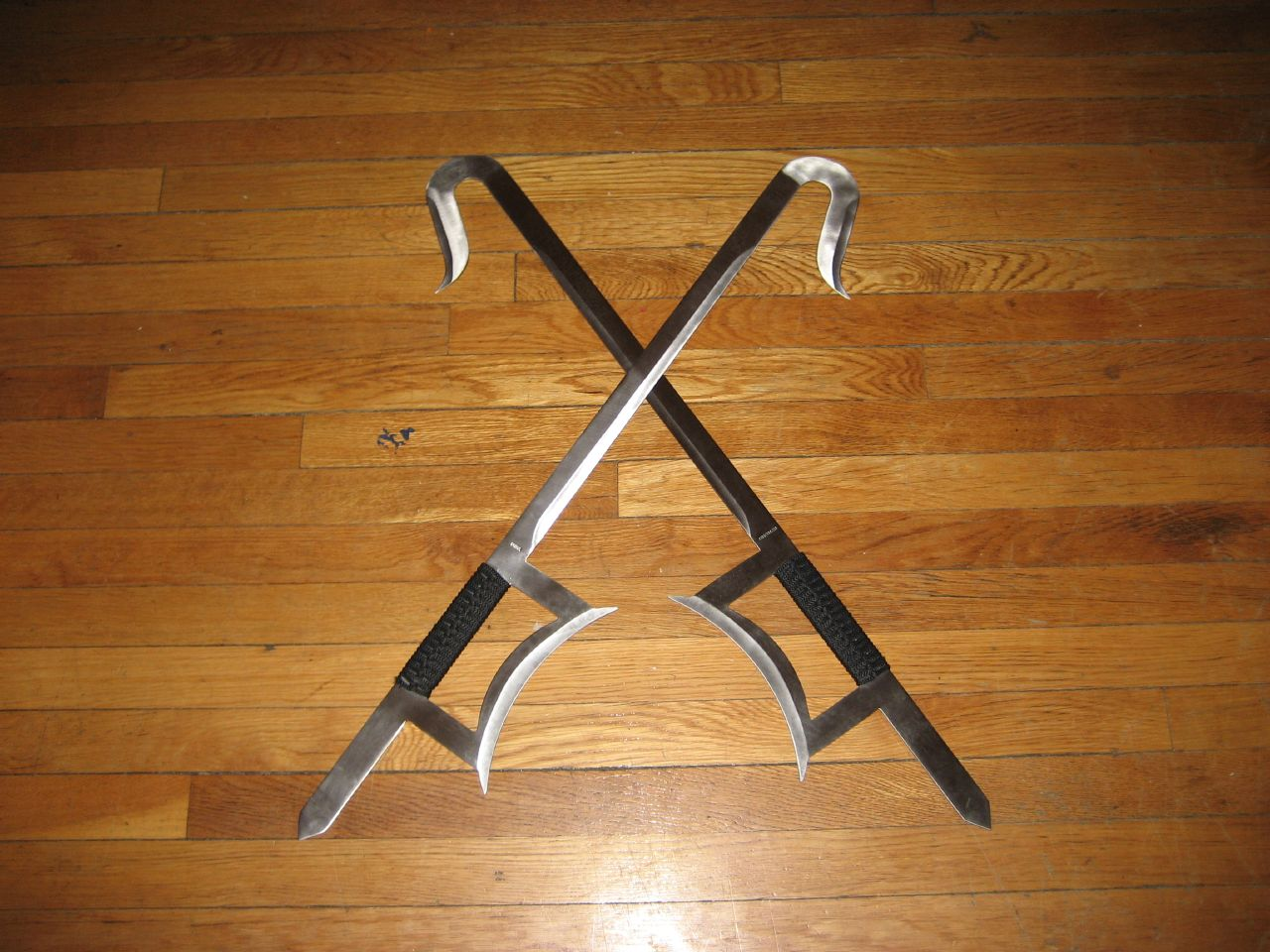
双鈎
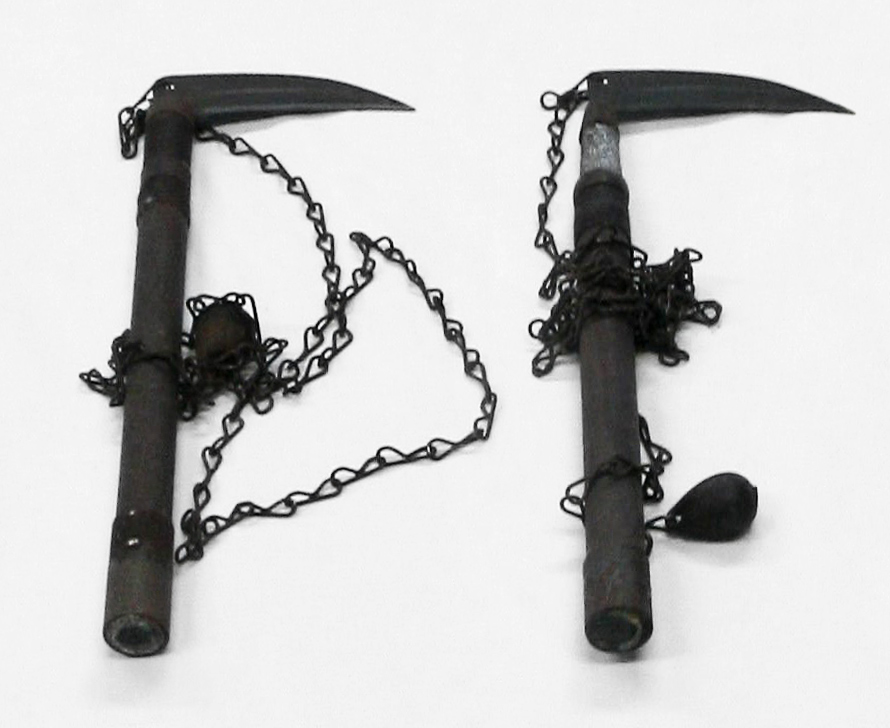
鎖鎌